# جيف سامبسون
جيف سامبسون (بالإنجليزية: Jeff Sampson)‏ (15 يوليو 1982، نورنبرغ في ألمانيا)؛ كاتب للأطفال، كاتب وروائي أمريكي.